# ジュネーヴ議定書 (1925年)
ジュネーヴ議定書（ジュネーヴぎていしょ、Geneva Protocol）、正式名称窒息性ガス、毒性ガスまたはこれらに類するガスおよび細菌学的手段の戦争における使用の禁止に関する議定書（ちっそくせいガスどくせいガスまたはこれらにるいするガスおよびさいきんがくてきしゅだんのせんそうにおけるしようのきんしにかんするぎていしょ、Protocol for the Prohibition of the Use in War of Asphyxiating, Poisonous or other Gases, and of Bacteriological Methods of Warfare）は、1925年にジュネーヴで作成され、1928年に発効した、戦争における化学兵器や生物兵器などの使用禁止を定めた国際条約である。

## 概要
第一次世界大戦においてドイツ軍により初めて近代的な化学兵器が使用されたことを受け、1919年のヴェルサイユ条約では、ドイツの化学兵器の保有禁止が盛り込まれた。ジュネーブ議定書は、この制限を国際的なものとし、化学兵器の使用禁止を定めたものである。フランスにより提唱され、ポーランドによって生物兵器を対象に加えることが提案された。
ただし、この議定書において制限されたのは使用のみで、それも締約していない国家に対しては、使用禁止とされなかった。また、開発、生産、保有が制限されない点でも化学兵器・生物兵器の包括的禁止の観点からは不充分なものであった。これらの点を含めた包括的な制限は、1972年作成の生物兵器禁止条約と、1993年に作成された化学兵器禁止条約を待たなければならなかった。
本議定書の締約国は136カ国となっている。日本やアメリカ合衆国、ブラジルは、1925年に署名はしたものの第二次世界大戦前には批准しておらず、日本とブラジルは1970年、アメリカは1975年に至って最終合意している。